# Асанов Емірсеїт Велійович
Асанов Емірсеїт Велійович (нар. 28 червня 1909, с. Сююр-Таш, Таврійська губернія — пом. 15 серпня 1996, м. Москва, Росія) — інженер.

## Із життєпису
У 1936 році закінчив Ленінградський інститут інженерів цивільного повітряного флоту. Учасник Другої світової війни, нагороджений державними нагородами СРСР. Протягом 32 років працював у «Аеропроєкті», учасник проєктування аеродромів «Внуково», «Домодєдово», «Шереметьєво», «Пулково» та Сімферопольського аеропорту. Залучався до проєктування у Болгарії, Гвінеї, Пакистані, Румунії і Танзанії.